# Thekaras
Thekaras (Θηκαρᾶς) heißt ein monastisches Gebetbuch, das vor oder während des Stundengebets des Byzantinischen Ritus Verwendung fand und gelegentlich noch heute benutzt wird.
Die Sammlung von Gebeten entstand anscheinend im 13. Jahrhundert (älteste datierte Handschrift 1341), erlangte weite Verbreitung und erfuhr im 15. Jahrhundert auch eine slawische Übersetzung. Ab 1643 wurde das Werk mehrfach gedruckt, zuletzt 2008.
Der Urheber des Buches ist nicht sicher bekannt; als Kompilator wird ein Konstantinopler Mönch erwogen, vielleicht namens Johannes Thekaras.

## Ausgaben
- Βιβλίον καλούμενον Θηκαράς περιέχον Ύμνους τε και Ευχάς, εις δόξαν της Υπερυμνήτου και Αδιαιρέτου, Τριάδος, Πατρός, Υιού και Αγίου Πνεύματος. Μόσκα 1833 (Staats- und Universitätsbibliothek Hamburg; Signatur: A 1945/1784; Digitalisat)
- Θηκαρᾶς. Ekd. Hieras Mones Pantokratoros, Athos 2008. 692 S.; Digitalisat